# Route départementale 49 (Savoie)
Pour les articles homonymes, voir Route départementale 49.
La route départementale 49 est une route départementale située dans le département français de la Savoie. L'importance de la voie est modérée, suivant les différents lieux. Mais, la départementale est découpée en trois parties bien distinctes. Elle relie premièrement les quartiers résidentiels est d'Aix-les-Bains, la zone d'activités des Combaruches et le massif des Bauges. Deuxièmement, elle traverse les communes de Trévignin et de Pugny. Troisièmement, elle traverse la commune de Grésy-sur-Aix jusqu'à la Haute-Savoie (Saint-Félix).

## Itinéraire
La route départementale a la particularité d'être séparée en 3 parties. 

## Trafic et accidentologie
Le trafic routier est régulier, sans y être d'intérêt majeur. 

## Pour approfondir